# シーズ・ソー・アンユージュアル
『シーズ・ソー・アンユージュアル』（She's So Unusual）は、アメリカ合衆国の歌手、シンディ・ローパーが1983年に発表した初のスタジオ・アルバム。日本初回盤のタイトルは『N.Y.ダンステリア』だったが、後に原題の片仮名表記に変更された。2000年には、SACD版がSony Musicから発売された。

## 背景
シンディ・ローパーはソロ・デビュー前の1980年にブルー・エンジェルというバンドでメジャー・デビューを果たしていたが、ローパーの破産が引き金となってバンドは解散し、その後クラブやレストランで歌うようになる。そして、1983年に当時のボーイフレンドであったデヴィッド・ウルフにより、ローパーはポートレイト・レコードとの契約を得た。
ザ・フーターズのエリック・バジリアンとロブ・ハイマンが、レコーディングの主要メンバーとして参加した。収録曲のうち「ホエン・ユー・ワー・マイン」を除く9曲は、バジリアンとハイマンがシンディ・ローパー、リック・チャートフと共にアレンジを手掛けており、「ホエン・ユー・ワー・マイン」はローパー、チャートフ、それに共同プロデューサーのウィリアム・ウィットマンによってアレンジされた。
「ホエン・ユー・ワー・マイン」は、プリンスがアルバム『ダーティ・マインド』（1980年）で発表した曲のカヴァー。
アルバム・ジャケットの写真は、1983年夏にニューヨークのコニーアイランドにある蝋人形館「The World in Wax Musee」の前で、アニー・リーボヴィッツによって撮影された。アート・ディレクションはジャネット・バー（Janet Perr）が行った。

## 反響
本作からの先行シングル「ガールズ・ジャスト・ワナ・ハヴ・ファン」は、1983年にアメリカのBillboard Hot 100で2位に達した。そして、本作はBillboard 200では4位に達し、1984年3月にRIAAによってゴールドディスクに認定されて、1997年2月には6×プラチナに認定されている。また、シングル・カットされた「タイム・アフター・タイム」は1984年にBillboard Hot 100と『ビルボード』のアダルト・コンテンポラリー・チャートの両方で1位を獲得し、その後「シー・バップ」は全米3位、「オール・スルー・ザ・ナイト」は全米5位、「マネー・チェンジズ・エヴリシング」は全米27位を記録した。
カナダのRPMアルバム・チャートでは、6月9日付のチャートで映画『フットルース』のサウンドトラック・アルバムを蹴落として1位を獲得した。ニュージーランドのアルバム・チャートでは1984年5月6日に初登場して、1985年2月には3週連続で3位を記録し、56週連続でトップ50入りした。日本のオリコンLPチャートでは5位に達し、64週チャート圏内に登場するロング・ヒットとなった。

## 評価
グラミー賞では、本作が最優秀アルバム賞と最優秀アルバム・パッケージ賞にノミネートされ、最終的には最優秀アルバム・パッケージ賞を受賞した。
『ローリング・ストーン』誌が選出した「オールタイム・グレイテスト・アルバム500」と「オールタイム・ベスト・デビュー・アルバム100」において、それぞれ184位と63位にランクイン。

## 収録曲
Side 1
1. マネー・チェンジズ・エヴリシング - "Money Changes Everything" (Tom Gray) – 5:05
2. ガールズ・ジャスト・ワナ・ハヴ・ファン - "Girls Just Want to Have Fun" (Robert Hazard) – 3:58
3. ホエン・ユー・ワー・マイン - "When You Were Mine" (Prince Rogers Nelson) – 5:06
4. タイム・アフター・タイム - "Time After Time" (Cyndi Lauper, Rob Hyman) – 4:03

Side 2
1. シー・バップ - "She Bop" (C. Lauper, Rick Chertoff, Gary Corbett, Stephen Broughton Lunt) – 3:51
2. オール・スルー・ザ・ナイト - "All Through the Night" (Jules Shear) – 4:32
3. ウィットネス - "Witness" (C. Lauper, John Turi) – 3:40
4. アイル・キス・ユー - "I'll Kiss You" (C. Lauper, J. Shear) – 4:12
5. ヒーズ・ソー・アンユージュアル - "He's So Unusual" (Al Sherman, Al Lewis, Abner Silver) – 0:45
6. イェー、イェー - "Yeah Yeah" (Hasse Huss, Mikael Rickfors) – 3:19

## 参加ミュージシャン
- シンディ・ローパー - ボーカル
- エリック・バジリアン - ギター、ベース、フーター、サックス、バッキング・ボーカル
- ロブ・ハイマン - キーボード、バッキング・ボーカル

アディショナル・ミュージシャン
- アントン・フィグ - ドラムス、パーカッション
- ニール・ジェイソン - ギター、ベース
- ピーター・ウッド - シンセサイザー
- リチャード・ターミニ - シンセサイザー
- リック・ディフォンゾ - ギター
- リック・チャートフ - パーカッション
- ウィリアム・ウィットマン - ギター
- エリー・グリーンウィッチ - バッキング・ボーカル
- メリーサ・スチュワート - バッキング・ボーカル
- ダイアン・ウィルソン - バッキング・ボーカル
- クリスタル・デイヴィス - バッキング・ボーカル
- ジュールズ・シアー - バッキング・ボーカル